# Ambasciata d'Italia a Dublino

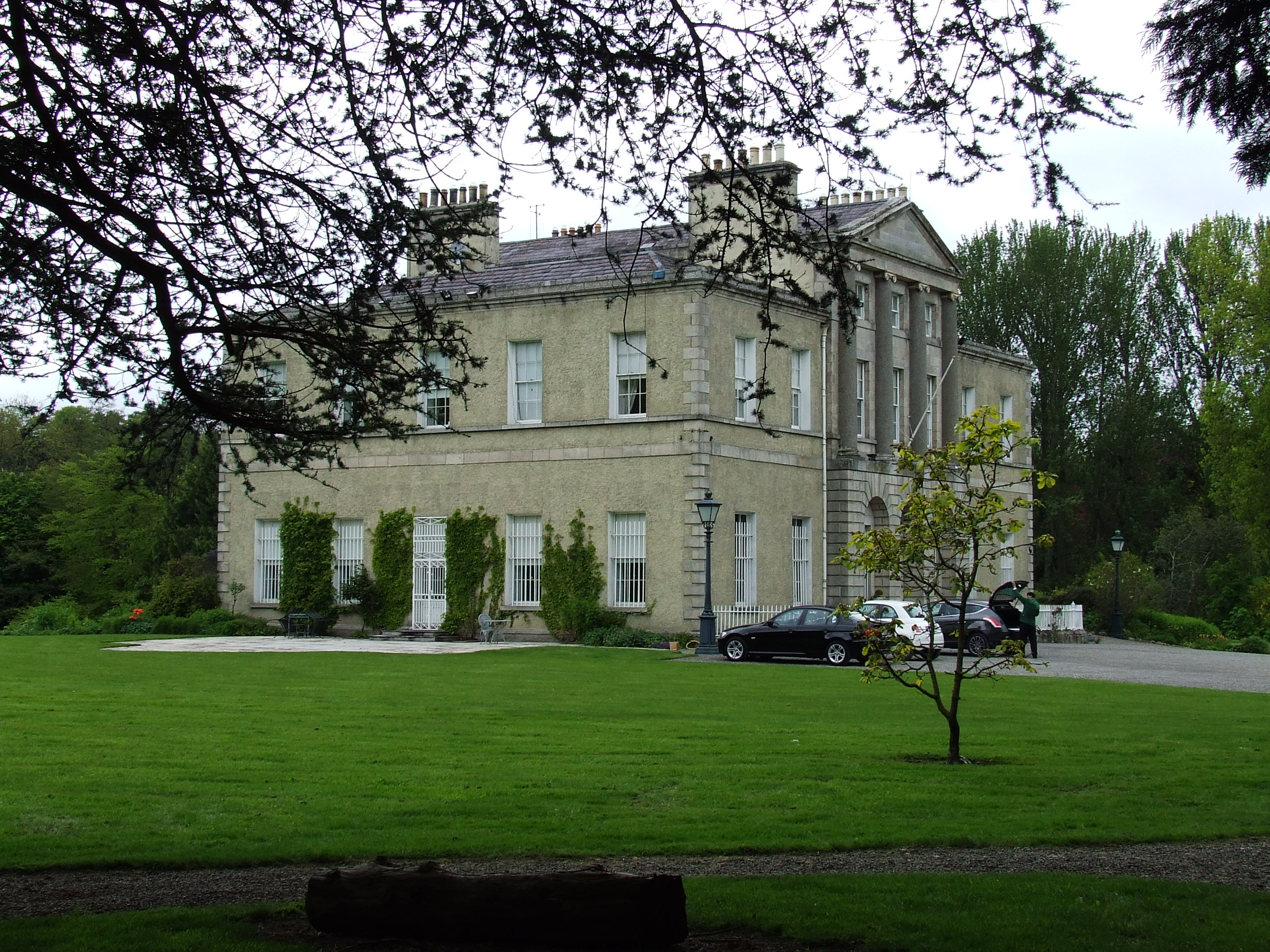
Lucan House - Residenza ufficiale dell'Ambasciatore

L'Ambasciata d'Italia a Dublino è la missione diplomatica della Repubblica Italiana nella Repubblica d'Irlanda.
La sede dell'ambasciata si trova a Dublino ai civici 63-65 di Northumberland Road.
La residenza ufficiale dell'ambasciatore ha sede nella villa Lonsdale a Dartry, nella zona meridionale della capitale. Fino al 2023 l'ambasciatore risiedeva nella palladiana Lucan House, situata nei pressi del villaggio di Lucan, a breve distanza dalla capitale, e già dimora di Patrick Sarsfield; la villa è poi stata venduta alla contea che ne prevede la riapertura al pubblico.

## Altre sedi diplomatiche d'Italia in Irlanda
Oltre l'ambasciata, esiste una rete consolare della Repubblica Italiana nel territorio irlandese:
- Consolato onorario a Galway;
- Consolato onorario a Cork.